# Bedele

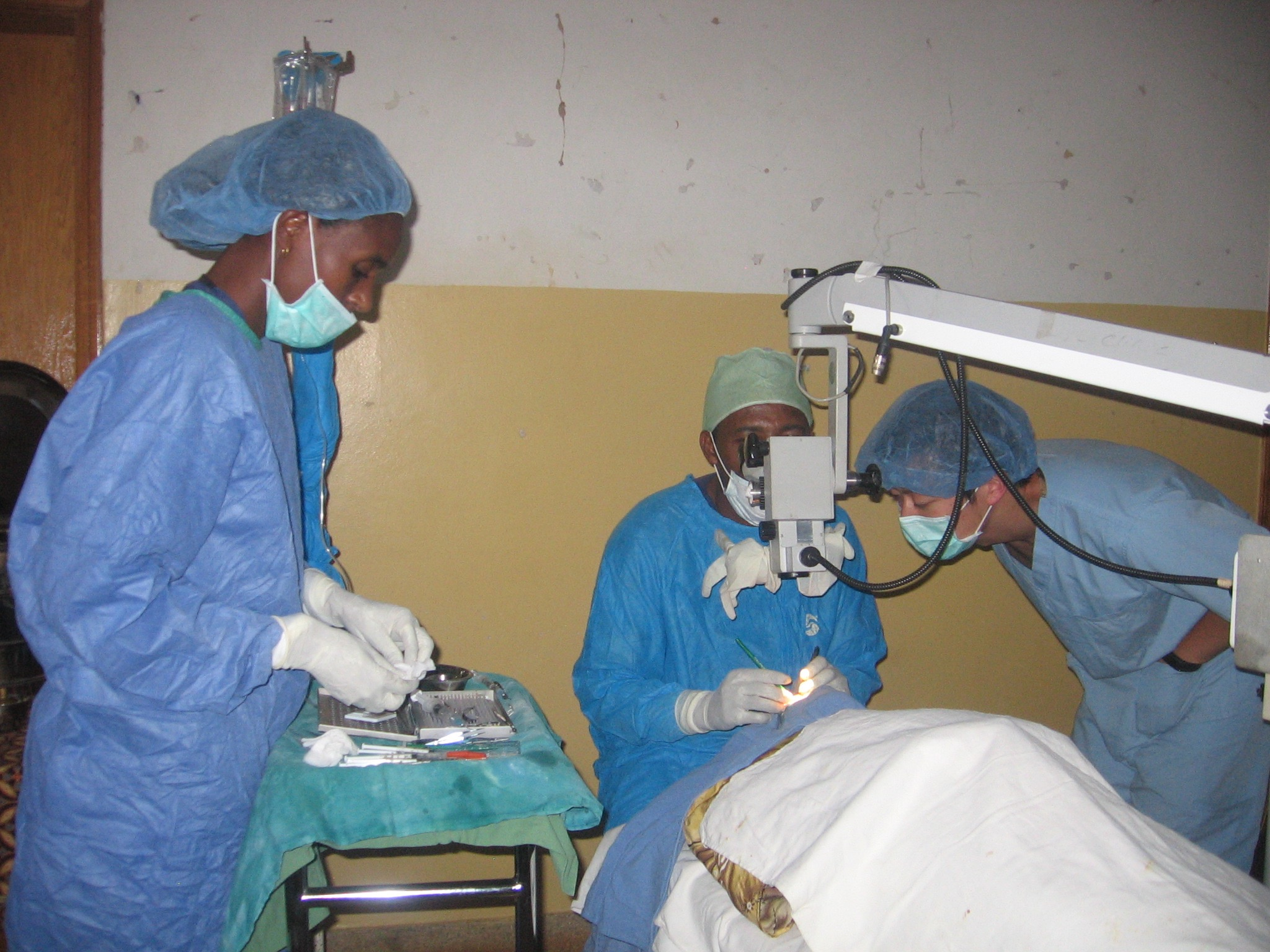
Chirurgie de cataracte à bedele

Bedele est une ville et un woreda de l'ouest de l'Éthiopie, chef-lieu de la zone Buno Bedele de la région Oromia.
Bedele se trouve vers 2 000 m d'altitude environ 400 km à l'ouest d'Addis-Abeba.
Ancienne capitale administrative de l'awraja Buno Bedele dans la province d'Illubabor, Bedele se rattache à la zone Illubabor de la région Oromia lors de la réorganisation du pays en régions puis devient, probablement en 2016, le chef-lieu de la zone Buno Bedele.
Appelée Bedele Town par contraste avec le woreda Bedele Zuria qui l'entoure, elle compte 19 517 habitants, tous urbains, au recensement national de 2007.
En 2022, sa population est estimée à 40 483 personnes avec une densité de population de 4 750 personnes personnes par km2 et 8,52 km2 de superficie .